# James Wilson (football, 2007)
Pour les articles homonymes, voir James Wilson et Wilson.
James Wilson, né le 6 mars 2007 à Édimbourg, est un footballeur international écossais qui évolue au poste d'avant-centre au Heart of Midlothian.

## Biographie

### Carrière en club
Né à Édimbourg au Écosse, James Wilson est formé par le Heart of Midlothian, où il commence sa carrière professionnelle en championnat d'Écosse,.
Il joue son premier match avec l'équipe première du club le 20 janvier 2024, lors d'une victoire 2-1 à l'extérieur en Coupe d'Écosse contre les Spartans,.
Il marque son premier but pour les Hearts le 19 octobre 2024, après être entré en jeu lors d'une victoire 4-0 contre St Mirren, mais c'est son but la semaine suivante qui va faire la une des médias : encore en sortie de banc, il égalise dans les derniers instants du derby d'Édimbourg contre le Hibernian qui se termine par un score de 1-1,.
Le 19 décembre 2024, il marque son premier but en Ligue Conférence contre le Petrocub Hîncești à l'âge de 17 ans et 288 jours, ce qui fait de lui le plus jeune buteur de l'histoire de la jeune compétition, et le plus jeune de l'histoire de son club, toute compétitions européennes confondues,.

### Carrière en sélection
Né en Écosse, James Wilson est également sélectionnable avec l'Angleterre via sa mère, puis l'Irlande du Nord et la République d'Irlande via son père.
Wilson est d'abord international écossais junior, jusqu'à l'équipe d'Écosse des moins de 19 ans. Il porte notamment le brassard de capitaine avec les moins de 16 et les moins de 17 ans.
Il connaît également au passage deux sélections avec l'équipe d'Irlande du Nord des moins 17 ans, deux entrées en jeu contre les Îles Féroé et la Suède, dans le cadre de la Nordic Cup (en) en août 2022.
En mars 2025, Wilson est convoqué pour la première fois avec l'équipe senior d'Écosse, alors qu'il vient tout juste de fêter ses 18 ans,. Il honore sa première sélection le 23 mars 2025, lors du play-off retour de la Ligue des Nations contre la Grèce. Il remplace Andrew Robertson à la 73e alors que son équipe est déjà menée 3-0 à l'Hampden Park,, score final qui entraîne une relégation en Ligue B, malgré la victoire à l'aller.